# Комитет по обеспечению реализации инвестиционных проектов в строительстве и контролю в области долевого строительства

Фактический адрес расположения комитета на ул. Воздвиженка 8 стр. 1

Комитет города Москвы по обеспечению реализации инвестиционных проектов в строительстве и контролю в области долевого строительства (Москомстройинвест) — орган исполнительной власти города Москвы, подведомственный правительству города, реализующий городскую политику по контролю за обеспечением реализации инвестиционных проектов в строительстве, в том числе в области долевого строительства. Комитет также обеспечивает комплексное градостроительное развитие территорий и взаимодействие с инвестиционным сообществом.

## История
Долевое строительство многоквартирных домов и другой недвижимости получило широкое распространение в России в конце 1990-х — начале 2000-х годов.
В начале 2000-х годов в России отсутствовала законодательная база для регулирования долевого строительства. Покупатели жилья часто сталкивались с мошенничеством или другими проблемами.
В 2004 году президентом РФ Владимиром Путиным подписан Законопроект о регулировании этой сферы («Об участии в долевом строительстве многоквартирных домов и иных объектов недвижимости и о внесении изменений в некоторые законодательные акты РФ», 214-ФЗ).
В 2009 году указом мэра Москвы Ю. М. Лужковым, с формулировкой «В целях совершенствования структуры органов исполнительной власти города Москвы, повышения эффективности и надежности процесса реализации инвестиционных проектов в области градостроительной деятельности, а также защиты прав и законных интересов участников долевого строительства», был создан орган исполнительной власти города Москвы, «Управление города Москвы по обеспечению реализации инвестиционных проектов, контролю (надзору) в области долевого строительства».
В 2011 году указом мэра Москвы С. С. Собянина, орган был упразднен и вместо него создан «Комитет города Москвы по обеспечению реализации инвестиционных проектов в строительстве и контролю в области долевого строительства».

## Руководство
С 2011 по 2018 гг. пост председателя Москомстройинвеста занимал Тимофеев Константин Петрович. В распоряжении от 6 декабря 2018 г., опубликованном на сайте московской мэрии, указывается, что Тимофеев освобожден от должности председателя столичного комитета по обеспечению реализации инвестиционных проектов в строительстве и контролю в области долевого строительства по собственной инициативе.
С 21 января 2019 года указом мэра Москвы С.С. Собянина, на должность председателя Москомстройинвеста, назначена Пятова Анастасия Николаевна.

## Деятельность
Москомстройинвест контролирует соблюдение законодательства о долевом строительстве, ведёт реестр пострадавших граждан, организационно и технически обеспечивает деятельность и контроль выполнения решений Градостроительно-земельной комиссии города Москвы. Комитет также обеспечивает комплексное градостроительное развитие территорий и взаимодействие с инвестиционным сообществом.
В ходе проведения регулярных проверок с начала 2019 года было оштрафовано застройщиков на сумму более 59,7 миллионов рублей.
Благодаря мероприятиям по достройке объектов, которые были проведены в Москве с 2011 года по настоящее время, восстановлены права 16 315 граждан.

## Проекты
1. В 2019 году, Минюстом по инициативе Комитета, был зарегистрирован «Московский фонд защиты прав граждан-участников долевого строительства». Фонд будет достраивать семь жилых комплексов на территории столицы. Это ЖК «Академ Палас», ЖК «Легенда», ЖК «Воскресенское», ЖК «Малыгина, 12», ЖК «Троицк Е-39», ЖК «Остров Эрин» и дом в поселке Кокошкино на улице Труда, позиция 8[12].

## Критика
1. Госдума просит генпрокурора провести расследование и проверить, откуда у главы Москомстройинвеста часы на несколько миллионов[13].
2. Против «неустановленных лиц» в Москомстройинвесте возбуждено уголовное дело — за злоупотребление должностными полномочиями[14].
3. Обманутые дольщики вышли на митинг[15].
4. Обманутые дольщики раскритиковали Навального и «Москомстройинвест»[16].